# George Genereux
George Genereux, né le 1er mars 1935 à Saskatoon et mort le 10 avril 1989 dans la même ville, est un tireur sportif canadien. Il est l'oncle de l'acteur américain Brendan Fraser.

## Carrière
George Genereux participe aux Jeux olympiques de 1952 à Helsinki et remporte la médaille d'or dans l'épreuve de la fosse olympique.
Il se voit décerner le Trophée Lou Marsh la même année.